# Cungrea
Cungrea es una comuna ubicada en el distrito de Olt, Rumania.

## Superficie
Posee una superficie de 67,14 kilómetros cuadrados.

## Demografía
Hasta 2021 la población era de 1771 habitantes, con una densidad de población de 26,38 habitantes por kilómetro cuadrado.